# Roma Gąsiorowska
Roma Gąsiorowska (ur. 18 listopada 1981 w Bydgoszczy) – polska aktorka teatralna, filmowa i telewizyjna, reżyser, producent, projektantka mody, menedżer kultury i coach.

## Życiorys

### Wykształcenie
Podczas nauki w I Liceum Ogólnokształcącym w Bydgoszczy zainteresowała się aktorstwem i wraz ze znajomymi założyła amatorskie kółko teatralne. Jest absolwentką PWST w Krakowie (2005), do której dostała się za drugim podejściem. Jej dyplomowym przedstawieniem było Zimne dziecko (tekst Marius von Mayenburg, reż. Jan Peszek, 2005). Za rolę w tym spektaklu zdobyła nagrodę dla młodego aktora na XLV Kaliskich Spotkaniach Teatralnych. W czasie studiów rozpoczęła współpracę z teatrem TR Warszawa w ramach projektu „Teren Warszawa” (2003/2004). Z grupy aktorskiej była jedną z dwóch aktorek, którym teatr zaproponował stały etat. Z powodu zaangażowania w projekt „Teren Warszawa”, w krakowskiej PWST najpierw miała urlop dziekański, a potem indywidualny tok studiów. Już w trakcie studiów angaż zaproponował jej również Teatr Stary w Krakowie.

### Kariera aktorska

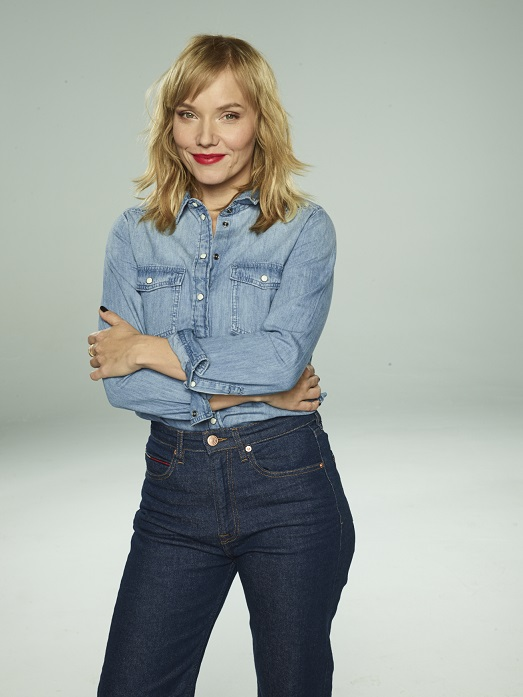
Gąsiorowska (2019)

W kinie zadebiutowała drugoplanową rolą w filmie Jerzego Stuhra Pogoda na jutro (2003). Szybko otrzymała kolejne propozycje filmowe, w tym także ról głównych; wystąpiła m.in. w filmach: Jana Komasy (Oda do radości, Sala samobójców), Andrzeja Wajdy (Tatarak), Xawerego Żuławskiego (Wojna polsko-ruska), Barbary Sass (W imieniu diabła), Agnieszki Smoczyńskiej (Córki dancingu) czy Kingi Dębskiej (Plan B). Za główną rolę w filmie Leszka Dawida Ki (2011) została nagrodzona Złotymi Lwami na 36. Festiwalu Polskich Filmów Fabularnych w Gdyni oraz Złotą Kaczką przyznaną przez miesięcznik „Film”. W 2012 na Festiwalu Aktorstwa Filmowego im. Tadeusza Szymkowa we Wrocławiu została nagrodzona Złotym Szczeniakiem za drugoplanową rolę w Sali samobójców. Za obie powyższe role była również nominowana do Polskiej Nagrody Filmowej „Orzeł”. W 2019 została zaproszona na 72. Międzynarodowy Festiwal Filmowy w Cannes.
Na scenie teatralnej współpracowała z reżyserami, takimi jak Grzegorz Jarzyna, Przemysław Wojcieszek, René Pollesch, Kornél Mundruczó, Mikołaj Grabowski czy Michał Borczuch. W zespole teatralnym TR Warszawa przez 12 lat stworzyła ponad 20 ról. Za swoje role była wyróżniania na festiwalach teatralnych. Współpracuje także z Teatrem Rozmaitości w Warszawie oraz z Teatrem Soho oraz produkuje niezależne spektakle.

### Kariera reżyserska
Była współreżyserką i współproducentką (razem z Pią Partum i Wojtkiem Urbańskim) spektaklu teatralno-muzycznego „Płyń” do tekstu i muzyki Piotra Roguckiego oraz z udziałem Agaty Kuleszy, Matyldy Damięckiej, Ireny Melcer i Tomasza Schuchardta. Współtworzyła również scenografię i kostiumy do tego spektaklu. Premiera spektaklu odbyła się w lutym 2017 roku.

### Działalność edukacyjna i promocja kultury
W 2012 założyła prywatną szkołę aktorską AktoRstudio. Prowadzi w niej wspólnie z innymi aktorami kursy dla dorosłych, młodzieży i dzieci. Roma Gąsiorowska wraz z AktoRstudio przygotowała aktorsko odtwórczynie głównych ról w filmie „Córki dancingu”, w którym sama wystąpiła w drugoplanowej roli.
W ramach studia W-arte! Open Art Space organizuje liczne wydarzenia kulturalne (wystawy, pokazy filmowe, koncerty, targi czy projekty ART-Brandingowe). Przy ul. Łowickiej w Warszawie stworzyła showroom, w którym prezentuje prace i działania różnych artystów.

### Pozostałe przedsięwzięcia
Jest autorką modowych kolekcji: „Amor Amor”, „7 Grzechów”, „Stygmaty”. W 2011 była nominowana do Róży Gali za „debiut w świecie mody i stworzenie sklepu internetowego dla własnej marki ubrań Natinaf”.
Jest współautorką (wspólnie z Sylwią Stano) książki „Całe szczęście jestem kobietą” (wyd. Agora, Warszawa 2019). W książce znalazły się rozmowy z 10 kobietami, które odniosły sukces w różnych dziedzinach życia (sztuce, mediach czy biznesie).
Zajmuje się coachingiem. Promuje przy tym stworzoną przez siebie pod hasłem „Slowfastlife” filozofię życia, która opiera się na „balansie między wielkomiejskim pędem a satysfakcją płynącą z korzystania z życia”. Wspólnie z Sylwią Stano opracowała warsztaty pt. „Jestem kobietą” wspierające rozwój zawodowy kobiet.

## Życie prywatne
Od 10 kwietnia 2010 do 2024 była żoną aktora Michała Żurawskiego, z którym ma syna Klemensa (ur. 2012) i córkę Jadwigę (ur. 2014). Para w 2016 zajęła pierwsze miejsce w 23. edycji plebiscytu Srebrne Jabłko, w którym czytelnicy miesięcznika „Pani” wybierają swoje ulubione pary z show-biznesu.
Jest wegetarianką.

## Filmografia

### Filmy fabularne
- 2003: Pogoda na jutro – Kinga Kozioł, córka Józefa
- 2004: Karol. Człowiek, który został papieżem – młoda kobieta na spektaklu Teatru Rapsodycznego
- 2005: Oda do radości – Marta, dziewczyna Michała
- 2005: Wieża – Magda, dziewczyna Mateusza
- 2007: Futro – Olenka, gosposia w domu Makowieckich
- 2008: Kochaj i tańcz – asystentka Remigiusza
- 2008: Rozmowy nocą – Karolina, przyjaciółka Bartka
- 2009: Jestem twój – Alicja, siostra Marty
- 2009: Moja krew – pielęgniarka
- 2009: Tatarak – gosposia
- 2009: Zero – pornogwiazda
- 2009: Wojna polsko-ruska – Magda, dziewczyna „Silnego”
- 2011: Listy do M. – Doris
- 2011: W imieniu diabła – Michalina
- 2011: Sala samobójców – Sylwia
- 2011: Ki – Ki
- 2011: Kac Wawa – Sandra, prostytutka
- 2014: Kochanie, chyba cię zabiłem – Lucyna, partnerka detektywa
- 2014: Warsaw by Night – Maja
- 2014: Między nami dobrze jest – Edyta
- 2015: Listy do M. 2 – Doris, dziewczyna Mikołaja
- 2015: Córki dancingu – Rakieta
- 2016: Kochaj! – Anka
- 2017: PolandJa – Iwo
- 2017: Tarapaty – Agata
- 2018: Podatek od miłości – Agnieszka Krawczyk
- 2018: Serce nie sługa – Daria
- 2018: Plan B – Klara Dreszer
- 2019: Całe szczęście – Marta Potocka
- 2019: 1800 gramów – Magda
- 2020: Amatorzy – Wiki
- 2022: Plan lekcji – Ela Makowiecka
- 2022: Dzisiaj śpisz ze mną – Nina Szklarska
- 2024: Listy do M. Pożegnania i powroty – Doris

### Seriale
- 2004: Klan – nastolatka w księgarni (odc. 886)
- 2005: Egzamin z życia – „Ruda”, fanka „Perkoza” (odc. 31)
- 2007: Pitbull – Monika Grochowska "Władek" (odc. 7-16)
- 2007: Pogoda na piątek – opiekunka w kąciku dla dzieci w centrum handlowym
- 2007: Prawo miasta – Ewa, dziewczyna Buncola (odc. 15 i 17)
- 2008–2009: Londyńczycy – Mariola Monika Biedrzycka
- 2010: Ratownicy – Karolina „Lara” Kitowicz, pilotka śmigłowca Straży Granicznej
- 2013: Komisarz Alex – Maja Wirska (odc. 40)
- 2014: Sama słodycz – Marta
- 2015: Krew z krwi – Ewa Rota
- 2016: Bodo – Zula Pogorzelska (odc. 6-11)
- 2016: Ojciec Mateusz – Marzena (odc. 206)
- 2018–2019: Przyjaciółki – Wiki Malewska
- 2020: Echo serca – Sandra Michalak (odc. 34, 35)
- 2023: Belfer - ostatnia lekcja – podkomisarz Ewa Krawiec[21]
- 2023: Morderczynie – Joanna Wencel

### Dubbing
- 2009: Esterhazy – Ewa
- 2011: Wielki niedźwiedź – Zosia

### Etiudy
- 2004: 3 Love – Magda
- 2004: Powiedz coś – córka
- 2007: Zwierciadło

## Teatr

### Role teatralne
- 2003: Disco Pigs (tekst Endy Walsh, reż. Krzysztof Jaworski)
- 2004: Sny (tekst Iwan Wyrypajew, reż. Łukasz Kos)
- 2004: Bash (tekst Neil LaBute, reż. Grzegorz Jarzyna)
- 2005: Cokolwiek się zdarzy, kocham cię (tekst i reż. Przemysław Wojcieszek) jako Sugar
- 2005: Tiramisu (tekst Joanna Owsianko, reż. Aldona Figura) jako Bajerka (w Laboratorium Dramatu przy Towarzystwie Autorów Teatralnych)
- 2005: Noc (tekst Andrzej Stasiuk, reż. Mikołaj Grabowski) jako Dusza (gościnnie w Teatrze Starym w Krakowie)
- 2006: Dwoje biednych Rumunów mówiących po polsku (tekst Dorota Masłowska, reż. Przemysław Wojcieszek) jako Gina–Pyralgina
- 2006: Giovanni (tekst Molier, reż. Grzegorz Jarzyna) jako Zerlina (spektakl zespołu TR gościnnie w Teatrze Wielkim)
- 2009: Między nami dobrze jest (tekst Dorota Masłowska, reż. Grzegorz Jarzyna)
- 2009: Portret Doriana Graya (reż. Michał Borczuch)
- 2011: Jackson Pollesch (tekst i reż. René Pollesch)
- 2012: Nietoperz (na motywach „Zemsty nietoperza” Johanna Straussa syna, reż. Kornél Mundruczó)
- 2015: Męczennicy (tekst Marius von Mayenburg, reż. Grzegorz Jarzyna)

### Teatr Telewizji
- 2004: Klucz jako Lala
- 2004: Sceny z powstania… jako łączniczka
- 2006: I. znaczy inna jako Nina
- 2006: Zorka jako Iza
- 2007: Doktor Halina jako Zosia

### Nagrody filmowe
- 2011: Nagroda Złotego Lwa 2011 w kategorii „Najlepsza pierwszoplanowa rola kobieca” za kreację w filmie Ki
- 2011: Laureatka Złotych Kaczek w kategorii „Najlepszej aktorki” w filmie Ki
- 2012: Nominacja do Polskiej Nagrody Filmowej „Orzeł” w kategorii „Najlepsza główna rola kobieca” w filmie Ki
- 2012: Nominacja do Polskiej Nagrody Filmowej „Orzeł” w kategorii „Najlepsza drugoplanowa rola kobieca” w filmie Sala samobójców